# Rainier Fog
Rainier Fog (с англ. — «Туман Рейнира») — шестой студийный альбом американской рок-группы Alice in Chains, выпущенный 24 августа 2018 года. Он стал третьей работой группы с вокалистом Уильямом Дювалем, который заменил скончавшегося в 2002 году Лейна Стэйли.
Впервые за двадцать лет для создания новой пластинки группа вернулась в Сиэтл — в ту же студию, где в 1995 году записывался лонгплей Alice In Chains. Продюсером стал Ник Раскулинец, работавший над двумя предыдущими альбомами коллектива. Помимо Сиэтла, запись проходила в Лос-Анджелесе, Пасадине и Франклине, штат Теннесси, и продлилась с июня 2017 по январь 2018 года.
Находясь под впечатлением от возвращения группы на родину, а также вспоминая о потерях, которые понесла гранж-сцена за последние годы, музыканты решили посвятить новый альбом Сиэтлу. Название было выбрано в честь стратовулкана Рейнир, крупнейшей горы штата Вашингтон, находящейся недалеко от этого города. Альбом ознаменовал попытку группы вернуться к своим металлическим истокам, сочетая традиционное хард-роковое и хеви-металлическое звучание, элементы дум-метала и сладж-метала, а также акустические рок-баллады. В противоположность мрачным и обречённым текстам периода Лейна Стэйли, новые песни носили более оптимистичный и жизнерадостный характер.
Rainier Fog дебютировал на 12 месте в американском хит-параде Billboard 200 и поднялся на вершину чартов рок-музыки, хард-рока и альтернативного рока. Alice in Chains были в девятый раз номинированы на «Грэмми», а Rainier Fog был признан лучшим альбомом альтернативного рока 2018 года по версии онлайн-журнала Metal Storm. Мнения музыкальных критиков по поводу пластинки разделились: в то время как часть обозревателей положительно встретили очередную работу гранжевых исполнителей, другие обвиняли Alice in Chains в однообразии, отсутствии свежих идей и ярких хитов, характерных для прошлого творчества группы.

## Возвращение к истокам
Мы возвращаемся домой, чтобы записать альбом, по сути дела. Последние два альбома были записаны в Лос-Анджелесе, и они получились крутыми. Я просто чувствую, что в 2017 году Alice in Chains пора вернуться в Сиэтл — пить эту воду, дышать этим воздухом.Майк Айнез
Сиэтлская рок-группа Alice in Chains была одним из коллективов, находившихся в определённый промежуток времени на грани распада в связи с трагическими обстоятельствами: подобно AC/DC (лишившимся одного из лучших фронтменов в истории рок-музыки), Lynyrd Skynyrd (потерявшим треть состава в результате авиакатастрофы) или New Order (основанной бывшими участниками Joy Division после самоубийства вокалиста), Alice in Chains пережили свою собственную трагедию, поставившую под сомнение дальнейшее существование. В 2002 году, после шести лет уединённого пребывания в собственном кондоминиуме, от передозировки наркотиков умер вокалист и сооснователь группы Лейн Стэйли. На протяжении первой половины 1990-х годов — периода, который позже будут называть «эрой Стэйли», — музыканты выпустили три полноформатных альбома и два акустических мини-диска, став неотъемлемой частью гранжевой экспансии и сделав «саунд Сиэтла» известным во всём мире. В 2006 году в истории Alice in Chains началась новая глава. Приход вокалиста Уильяма Дюваля повлёк за собой сначала возобновление концертной деятельности группы, а после — выпуск нового материала. «Эра Дюваля» началась с камбек-альбома Black Gives Way to Blue, вышедшего в 2009 году, и продолжилась лонгплеем The Devil Put Dinosaurs Here, увидевшим свет ещё через четыре года.
В начале 2017 года Alice in Chains начали подготовку к записи очередного студийного альбома, третьего в новом составе. В интервью изданию Good Celebrity 1 мая того же года гитарист Джерри Кантрелл сообщил, что через месяц музыканты собираются вернуться на родину в Сиэтл и там приступить к работе над пластинкой. Новый лонгплей должен был стать шестым для Alice in Chains и третьим диском с Уильямом Дювалем. Предыдущий альбом The Devil Put Dinosaurs Here вышел в 2013 году и стал существенным успехом для группы, дебютировав в американском хит-параде Billboard 200 со второго места. За первую неделю было продано 62 тысячи экземпляров, а синглы «Hollow» и «Stone» возглавили чарты рок-радиостанций.
В июне 2017 года бас-гитарист Майк Айнез сообщил, что местом записи новой пластинки станет сиэтлская студия Studio X, ранее известная под названием Bad Animals и принадлежавшая группе Heart. Именно здесь Alice in Chains записали свой последний студийный альбом с Лейном Стэйли в 1995 году. Идея вернуться на родину гранжа принадлежала Шону Кинни: барабанщик проживал в Сиэтле, тогда как его коллеги Джерри Кантрелл и Майк Айнез — в Лос-Анджелесе, и ему попросту надоело постоянно летать в Лос-Анджелес для записи.

## Творческий процесс
Некоторые вещи вы хотите сохранить в тайне… Весь фокус в написании песен — это начать с чего-то важного лично для тебя и поместить это в песню, так что каждый может увидеть в этом свой смысл.Джерри Кантрелл

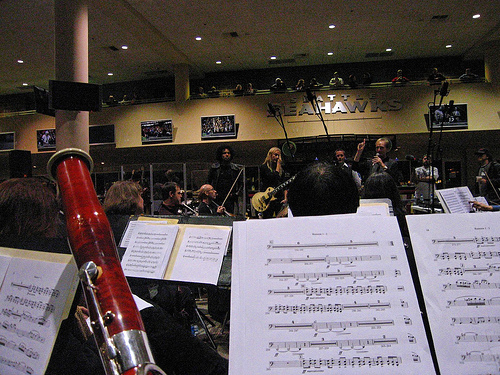
Джерри Кантрелл не владел свободно нотной грамотой, но когда это требовалось, мог объяснить свои идеи классическим музыкантам и сыграть партии на гитаре.

В отличие от первых студийных записей группы, выходивших в начале 1990-х годов с периодичностью в один-два года, после возвращения Alice in Chains в 2006 году темп выпуска альбомов упал. Кантрелл признавался, что с возрастом издавать их становилось всё сложнее: он стремился соответствовать высоким стандартам и не торопился приступать к работе до тех пор, пока не наберётся достаточно качественного материала. Между первым и вторым альбомами после возвращения Alice in Chains прошло четыре года — с 2009 по 2013, а между вторым и третьим — целых пять. По словам Кантрелла, подобный пятилетний цикл стал для коллектива оптимальным. Музыканты провели пару лет, выступая со старыми песнями, а затем потратили ещё столько же времени на написание, подготовку и запись новых.
В основе всех песен Alice in Chains лежали гитарные риффы. Участники группы постепенно накапливали музыкальные идеи, сохраняя их на мобильный телефон или настольный компьютер, даже находясь на гастролях. Существенная часть творческого процесса была основана на интуиции Джерри Кантрелла: гитарист, являющийся творческим «двигателем» группы, не имел музыкального образования и не рассуждал в терминах тональностей или интервалов, полностью полагаясь на свой слух и личный вкус. Его соло создавали впечатление импровизации, хотя на самом деле были тщательно продуманы заранее. Гитаристу недоставало теоретической подготовки для игры экспромтом, поэтому он перебирал различные мелодии задолго до прихода в студию и заблаговременно выбирал наиболее подходящую. Кроме того, он стремился создавать сольные партии такими, чтобы их можно было напеть, поэтому процесс работы над ними был схож с созданием вокальных партий. Кантрелл проводил много времени, обрабатывая самые разнообразные идеи, из которых собирал воедино те, что резонировали с общим настроением песни и становились её важным элементом, а не просто демонстрацией исполнительского мастерства.
Тексты песен появлялись позднее, когда музыка была практически готова, сначала в виде бессловесных вокальных партий поверх инструментальных и лишь после воплощаясь в конкретные строки. Джерри Кантрелл, автор большинства текстов, признавался, что их написание вызывало у него всё большие трудности: за долгие годы он уже затронул большое количество личных тем, рассказывая о своих детских страхах («Them Bones»), об отце («Rooster»), брате («Brother») или о бывшей девушке («Down in the Hole»), и находить новые становилось всё сложнее. Тем не менее, гитарист писал о том, что продолжало его раздражать или вызывать сильные эмоции, описывая как собственный опыт, так и происходившее со знакомыми. Майк Айнез пояснял, что после выпуска песен авторов уже не касалось то, что именно слушатели извлекут из них: «Теперь это не наша запись, это ваша запись». Кантрелл добавлял, что точно так же слушатель не должен беспокоиться о том, как именно появились эти песни. Фирменные вокальные гармонии, которыми славились Alice in Chains, писались в самую последнюю очередь.

## Работа в студии
Alice in Chains:
- Уильям Дюваль — вокал, гитары,
- Джерри Кантрелл — вокал, гитары,
- Майк Айнез — бас-гитара,
- Шон Кинни — барабаны.

Приглашённые музыканты:
- Крис Дегармо — акустическая гитара.

Технический персонал:
- Ник Раскулинец — продюсер,
- Пол Фигероа — звукорежиссёр,
- Джо Баррези — микширование,
- Райан Кларк — оформление диска,
- Дэйв Коллинз — мастеринг,
- Скотт Дакроден — фотография группы,
- Натан Ярборо — звукорежиссёр,
- Стив Олмон — звукорежиссёр[11].

Это был наш выбор. Но это не было чем-то большим, вроде „Эй, мы обязаны вернуться домой, найти свои корни и приобщиться к волшебству“. Ничего подобного. Это было скорее так: „Эй, хочешь записаться дома?“ Да, круто. „Studio X свободна?“ Да, круто. Готово.Джерри Кантрелл о записи в Сиэтле
Продюсером нового альбома, как и двух предыдущих, стал Ник Раскулинец, а звукорежиссёром — Пол Фигероа. Музыканты решили продолжить сотрудничество с Раскулинецом, высоко оценивая уровень взаимопонимания, сложившийся между ним и группой во время предыдущих двух записей. «Он похож на того пацана, с которым ты курил травку в спальне в седьмом классе, слушал песни Rush и пытался понять, как научиться их играть», — подшучивал Джерри Кантрелл. В то же время у Alice in Chains истёк контракт с Universal Music Group, поэтому, как и в случае с Black Gives Way to Blue, музыканты планировали финансировать альбом самостоятельно, тем временем подыскивая партнёрский лейбл для его выпуска. Сведением занимался Джо Баррези, известный по работе с Tool и Queens of the Stone Age. Он заменил Рэнди Стауба, работавшего над двумя предыдущими записями. По словам Кантрелла, это сказалось на конечном результате: вместо плотного и рокового звучания пластинка стала более расслабленной и музыкальной.
Работа над альбомом велась с июня 2017 по январь 2018 года. Большая часть базовых треков была записана в сиэтлской Studio X летом 2017 года. После этого Дюваль и Кантрелл отправились во Франклин (штат Теннесси), где провели два месяца в студийном помещении Ника Раскулинеца, записывая вокальные партии и гитарные соло; к ним ненадолго присоединился Шон Кинни. Когда работа близилась к концу, Кантрелл взял недельный отпуск, чтобы отпраздновать день рождения Сэмми Хагара в Кабо-Сан-Лукасе (Мексика). В ходе поездки он отравился, а дальнейшее лечение усугубило состояние гитариста, так что ему пришлось восстанавливаться на протяжении полутора месяцев. Свои партии Кантрелл заканчивал в собственной домашней студии Casa de Cantrell в Лос-Анджелесе, куда пригласил звукорежиссёра Пола Фигероа. Завершалась работа в голливудской студии Henson Studios, где Alice in Chains создавали предыдущую пластинку, — здесь музыканты провели десять дней. Кроме того, небольшой фрагмент песни «Deaf Ears Blind Eyes» с использованием слайд-гитары был исполнен в студии звукорежиссёра Джо Баррези JHOC в Пасадине. Таким образом, альбом записывался в пяти различных местах.
Во время работы использовалось аналоговое оборудование, что было нормой для периода расцвета гранжевой сцены, однако в конце 2010-х было скорее исключением. Сиэтлская Studio X преимущественно использовалась при записи классических оркестровых произведений, а также саундтреков к фильмам и компьютерным играм, а рок-группы были в ней редкими гостями. Аналогичная ситуация сложилась в лос-анджелесской студии Henson, где широко востребованные ранее профессиональные катушечные магнитофоны Studer попросту пылились в коридорах. С другой стороны, следуя современным тенденциям, музыканты стремились найти нужный баланс цифрового и аналогового оборудования, признавая, что Pro Tools и прочие программы для звукозаписи значительно ускоряли создание музыки.
Одним из приглашённых исполнителей, которые приняли участие в записи, стал бывший гитарист рок-группы Queensrÿche Крис Дегармо. Музыкант жил в Сиэтле и изредка наведывался в студию к своим старым друзьям. Джерри Кантрелл неоднократно предлагал Дегармо отметиться на одной из песен, но тот вежливо отказывался. Нужный момент предоставился при работе над песней «Drone», где Кантреллу никак не удавалось сыграть сложный «паучий аккорд», при котором пальцы располагались широко на грифе. В своё время Queensrÿche славились использованием подобных расширенных аккордов, поэтому Кантрелл предложил Дегармо попробовать свои силы. Приглашённому гитаристу понадобилось около часа или двух, чтобы выучить партию и безупречно её исполнить. Свой след в альбоме оставил ещё один сиэтлский музыкант, бас-гитарист Guns N' Roses Дафф Маккаган. Он помогал Кантреллу записать демо-версию песни «Rainier Fog» в домашней студии последнего в Лос-Анджелесе. Маккагана так впечатлил басовый рифф, что он убеждал Кантрелла выпустить эту песню в качестве первого сингла, когда к ней ещё не был написан текст.

## Выбор гитар, усилителей и эффектов
Это как разные краски на палитре или разные инструменты из набора. В процессе нужно попробовать всё.Джерри Кантрелл о своих гитарах

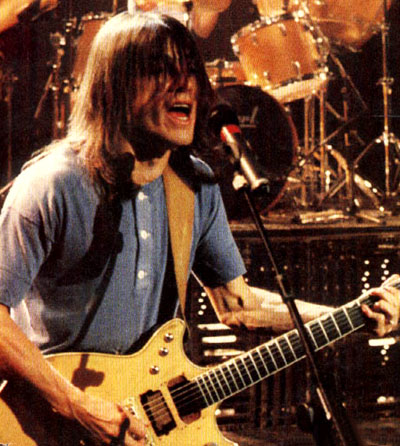
Малькольм Янг со своей именной гитарой Gretsch.

Джерри Кантрелл использовал по большей части то же оборудование, что и в предыдущих альбомах. Он был убеждён, что стабильный набор инструментов позволял группе звучать похоже на самих себя. Его основными инструментами оставались G&L Rampage и Gibson Les Paul. Среди новых гитар, не задействованных ранее, выделялась реплика именной модели Малькольма Янга Gretsch. Будучи большим фанатом AC/DC, Кантрелл всегда мечтал попробовать этот инструмент, своей простотой и непритязательностью напоминавший ему собственную G&L Rampage или модель Эдди Ван Халена. На Rainier Fog эта «аскетичная» гитара, содержащая всего один хамбакер и регулятор громкости, звучала в песнях «Fly» и «Maybe». В альбоме можно также услышать акустическую гитару Криса Корнелла, которую в студию принесла сестра покойного вокалиста Soundgarden.
В качестве основного усилителя Кантрелл использовал именную модель Friedman JJ, сконструированную специально для него Дэйвом Фридманом. Помимо двух 100-ваттных усилителей и акустических систем Friedman, гитарист применял набор оборудования, ставший стандартным за последние несколько лет: усилители Bogner и Marshall для тяжёлого звучания, а также Fender и Vox AC30 для получения чистого звука. Среди экзотической аппаратуры выделялся усилитель, сделанный из сигарной коробки, купленный Ником Раскулинецом на местном рынке Пайк-плейс-маркет за 150 долларов. Он использовался на трёх-четырёх песнях в сочетании с баритон-гитарой. Например, на тяжёлой части композиции «Drone» он создавал грязное, «гавкающее» звучание. «Это не то, что ты обязательно заметишь на записи, но если его убрать — моментально чувствуется, что чего-то не хватает», — объяснял Кантрелл. Компания Dunlop выпустила для него сигнатурную модель «квакушки» Cry Baby, которая звучала более мрачно и хрипло, чем стандартная. Помимо неё, гитарист активно использовал эффект Dunlop Rotovibe, а на песне «All I Am» задействовал целый набор дополнительных педалей, включая процессор Axe-Fx.

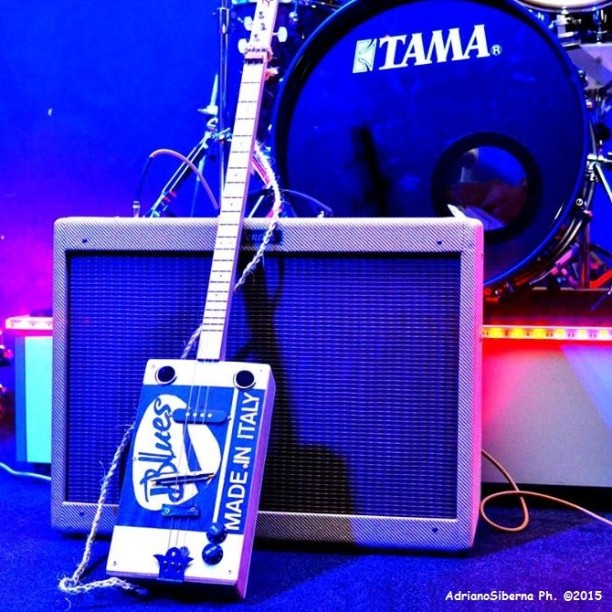
Дешёвые гитары, созданные из сигарных коробок, получили распространение в конце 1850-х годов на Юге США

Уильям Дюваль использовал уже проверенный «солнечный» Les Paul 1960 года выпуска, а также целый набор инструментов Framus, ставших для Дюваля основными. На протяжении многих лет он работал с компанией-производителем над созданием инструмента, который бы заменил его основной Les Paul и сочетал бы элементы моделей Standard и Custom. В результате появилась именная модель гитары Framus Talisman, с корпусом из красного дерева и кленовой накладкой на гриф. Инструменты были снабжены звукоснимателями Seymour Duncan, но в два экземпляра были встроены реплики звукоснимателей PAF, похожие на те, что использовались в «Лес Полах» 50-х годов.
Дюваль применял набор усилителей, испытанный в ходе предыдущих сессий с Раскулинецом: 60-ваттные Laney Klipp серебристого цвета, Rockerverb 200 от Orange, несколько аппаратов Marshall (Plexi и JCM). Кроме того, гитарист впервые использовал прототип усилителя, сделанного для него Джорджем Метрополусом и получившего название DVL-1. Он был основан на лампе EL34 и представлял четыре различных режима, эмулирующих типичное звучание различных лет: 1965 год — первый усилитель Marschall JTM45; 1966 год — первый стоваттный усилитель Marschall, дающий блюз-роковое звучание ранних Cream или Джими Хендрикса; 1968 год — Plexi Marschall, на котором Эдди Ван Хален записывал первые шесть альбомов Van Halen; наконец, режим Mod, позволяющий получить фирменный звук Alice in Chains, смесь Ангуса Янга и Пита Таунсенда. Что до педалей эффектов, Дюваль стремился использовать их лишь в самом крайнем случае, больше полагаясь на усилители.
|                    | Джерри Кантрелл | Уильям Дюваль |
| ------------------ | --- | --- |
| Гитары             | G&L Rampage (именная модель Джерри Кантрелла), несколько Gibson Les Paul, несколько Gibson SG, несколько Fender Telecaster, Nash T-style Silver Sparkle, Gretsch G6131-MY (именная модель Малькольма Янга), электрогитара Guild Studio ST-серии, дредноут-гитара Guild, 12-струнная акустическая гитара Guild, несколько акустических гитар Gibson. | Framus Talisman (именная модель Уильяма Дюваля), переиздание Gibson Les Paul VOS ’59 Sunburst, Framus Diablo, Framus Panthera, Framus Idolmaker, Gibson Hummingbird.         |
| Усилители          | усилитель Friedman JJ (именная модель Джерри Кантрелла), акустическая система Friedman 4x12 с динамиками Celestion Greenback и G12H. | усилитель Metropoulos DVL-1 (именная модель Уильяма Дюваля), изоляционный кабинет Hermit Cab, акустическая система Metropoulos 4x12 с динамиками Celestion Greenback и Gold. |
| Педали эффектов    | Dunlop Cry Baby Wah (именная модель Джерри Кантрелла), дилей Electro-Harmonix Memory Man, флэнжер Electro-Harmonix Electric Mistress, Dunlop Rotovibe, ток-бокс MXR, цифровой дилей Boss DD-3, Ibanez Tube Screamer TS808HW, Boss CE-5 Chorus Ensemble.                                                                                             | MXR Phase 95, аналоговый дилей MXR Carbon Copy, Boss CE-5 Chorus Ensemble.                                                                                                   |
| Струны и медиаторы | струны Ernie Ball Slinky, калибр 010—046, медиатор Dunlop Tortex, толщина 1,14 мм, фиолетовый цвет. | струны Ernie Ball Slinky, калибр 010—046, медиатор Dunlop Tortex, толщина 1,14 мм, фиолетовый цвет.                                                                          |

## Фирменный стиль Alice in Chains
Это работа такого рода, какую мы еще никогда не записывали, причем она соединяет в себе все музыкальные элементы, которые вы ожидаете от Alice In Chains — это своего рода запечатленная индивидуальность нашего коллектива. И мы горды созданным нами материалом и его исполнением — здесь есть музыка на любой вкус: тяжелая и неудобная для слушателя и, наоборот, весьма приятная, и даже немного психоделики.Джерри Кантрелл
За несколько десятилетий существования Alice in Chains выработали свой собственный стиль, находившийся на стыке сразу нескольких музыкальных направлений. Несмотря на место и время появления группы, их музыку неправильно было бы называть «гранжем». Джерри Кантрелл всячески открещивался от этого ярлыка, напоминая о том, что группа стала известной в Сиэтле за год до взрыва интереса к местной сцене: «Я не слышу ничего общего в Nirvana, Mudhoney, Soundgarden, Screaming Trees, Alice in Chains, Pearl Jam. Единственное сходство — это то, что всё это рок-группы». Гитарист считал более важным следовать собственному пути и искать собственную индивидуальность. Alice in Chains всегда были «самым металлическим» из гранжевых коллективов и в своём творчестве, в том числе и в новом альбоме, делали ставку на свои сильные стороны — сочетание громких гитар и вокальных гармоний. В тяжёлых композициях поро́й чувствовалось влияние Slayer, в то время как более мелодичные сочетали в себе достоинства The Beatles и Guns N' Roses.

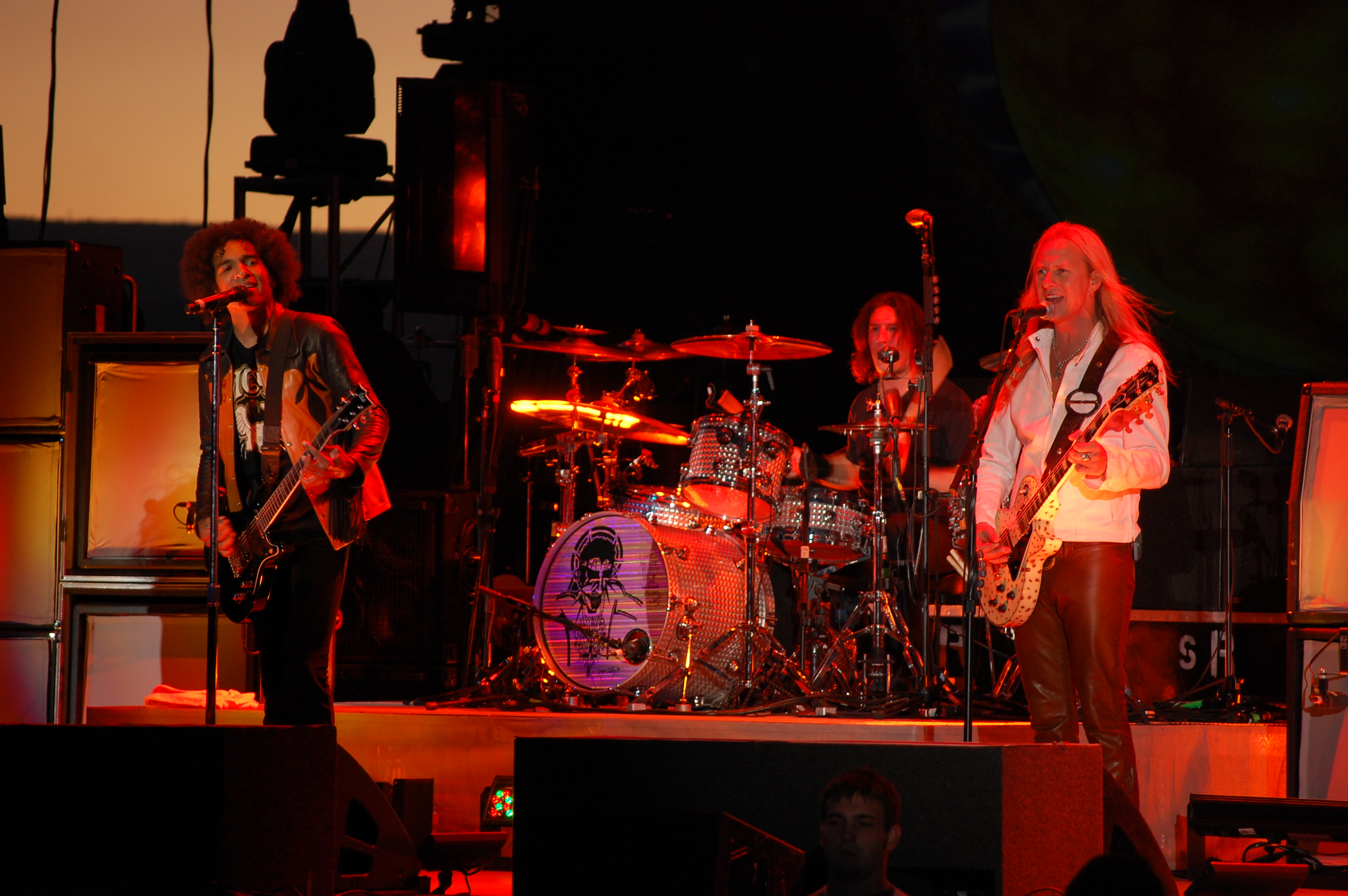
С приходом Уильяма Дюваля Alice in Chains получили возможность исполнять на концертах две гитарные партии максимально близко к студийному оригиналу.

Rainier Fog стал очередным альбомом, который демонстрировал взаимодействие двух гитаристов — Джерри Кантрелла и Уильяма Дюваля. Кантрелл всегда писал партии для двух инструментов, будучи вдохновлён группами, где присутствовало два гитариста, — AC/DC, Judas Priest, Iron Maiden. Несмотря на это, предыдущий вокалист Лейн Стэйли на концертах брал в руки гитару лишь в исключительных случаях (примером тому песни «Angry Chair» и «Hate To Feel» из Dirt). Лишь после прихода Дюваля Alice in Chains получили возможность обогатить своё звучание во время живых выступлений, полноценно задействовав вторую гитару. Кроме того, Дюваль добавил в репертуар группы несколько песен, риффы к которым придумал самостоятельно. Музыкальные особенности, характерные для предыдущих альбомов, нашли отражение и на новой пластинке. Так, в каждом из лонгплеев присутствовал гитарный рифф с бендом на басовых струнах: в дебютном альбоме такой песней была «It Ain’t Like That», на последних двух — «Stone» и «Check My Brain». В этот раз такой рифф написал не Кантрелл, а Дюваль, включив в свою композицию «So Far Under». Другим фирменным элементом, встречающимся на Rainier Fog, было активное использование акустических гитар и их контраст с тяжёлым «металлическим» звучанием, который группа применяла начиная с мини-альбома Sap (1992), выпущенного вслед за успешным Facelift (1990).
С одной стороны, приверженность собственному стилю позволяла сохранить узнаваемое звучание. С другой, после трёх альбомов, выпущенных в новом составе, и более чем десяти лет вместе музыканты чувствовали себя чересчур комфортно, что не лучшим образом сказывалось на новом материале. Rainier Fog выдался более однообразным и среднетемповым, чем даже предыдущие две пластинки, с редкими всплесками энергии («Never Fade»). Некоторые песни, например, семиминутная акустическая «All I Am» или блюзовая «Drone», выглядели откровенно затянутыми. Группа оставалась в зоне комфорта, эксплуатируя проверенные ходы, но при этом не предлагая слушателю запоминающихся хитов, подобных недавним «Check My Brain» и «Black Gives Way to Blue».

## Эволюция музыкального стиля
Насколько сильно изменился город, который дал им жизнь, за годы, прошедшие со времён попадания первого первого альбома в хит-парады Billboard, настолько сильно изменились и Alice in Chains. Они уже не та группа, которой были раньше, и эта эволюция должна продолжаться, а не вымарываться.Pitchfork
Несмотря на стремление сохранить многие особенности музыкального стиля, за который отвечал Джерри Кантрелл, творчество группы всё же достаточно сильно эволюционировало по сравнению с началом 1990-х. Помимо компонентов «грязного» гранжевого саунда, альбом обогатился элементами дум-метала и сладж-метала, ставшими неотъемлемой частью звучания Alice in Chains после возвращения на сцену. Кроме того, на нём чувствовалось большее разнообразие стилей и влияний других исполнителей. Если на заре карьеры Alice in Chains категорично называли «новыми Black Sabbath» или «сэббэтовско-зеппелиновским бульдозером», то теперь Кантрелл признавал влияние Дэвида Боуи с песней «Fame» (в «The One You Know»), Jethro Tull с композицией «Locomotive Breath», AC/DC, Теда Ньюджента и «Strangehold», сатерн-роковых Lynyrd Skynyrd (в концовке «Fly») и даже рок-певца Эдди Мани и его хита «Shakin» (гитарная «волна» перед третьим куплетом «Rainier Fog»). Хотя самим выходом Rainier Fog группа заявляла о возвращении к своим металлическим корням, новые аранжировки были более зрелыми и мелодичными и содержали больше мажорных аккордов. Позитивное отношение к жизни проявлялось не только в музыке, но и в текстах, отражавших оптимистичный взгляд на вещи. Если в раннем творчестве преобладали темы отчаяния, зависимости и изоляции, то теперь музыканты с надеждой смотрели в будущее, радуясь самому факту собственного существования и вспоминая многих не доживших до этого времени коллег.

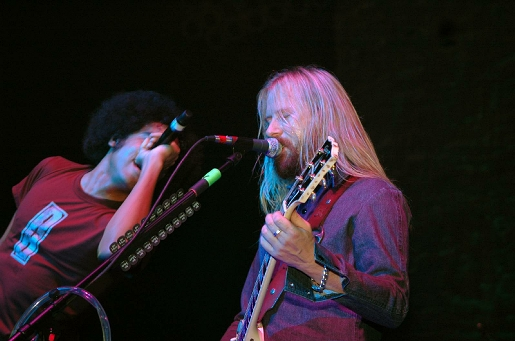
Основной «голос» Alice in Chains стал двойным, позволив группе избежать необходимости решать практически невыполнимую задачу, заменяя Лейна Стэйли настолько же характерным исполнителем.

Наибольшие стилистические изменения были связаны с заменой вокалиста. Если в ранних альбомах вокальные партии в куплетах брали на себя сначала Стэйли, а позже попеременно Стэйли и Кантрелл, выступая дуэтом главным образом в припевах, то теперь вокальные гармонии Дюваля и Кантрелла вступали значительно раньше, вместо ведущего вокала. Тем не менее, когда элемент новизны исчез, к третьему альбому в адрес вокалистов стало звучать всё больше критики. В журнале Rolling Stone новую пластинку называли «монотонной», так как голоса Кантрелла и Дюваля явно проигрывали одному Стэйли и «вдвоём не могли сделать для группы то, что Брайан Джонсон сделал для AC/DC в одиночку». На сайте Pitchfork Дюваля называли «бледной тенью» не только предыдущего вокалиста, но и себя самого периода Comes with the Fall. Его голос действительно не был настолько ярким и выдающимся, как у Стэйли, но и роль также изменилась — он не солировал, а помогал Кантреллу, взявшему на себя обязанности гитариста, автора и исполнителя новых песен. В то же время, из-за желания максимально использовать свою «фишку» в виде вокальных гармоний, их стало настолько много, что иногда терялось ощущение индивидуальности, присущее Кантреллу и Дювалю по отдельности. Их схожие по тембру голоса сливались воедино и становились трудноразличимы.

## Тема Сиэтла
Эта песня была своеобразной данью уважения родному городу и всем людям в этом районе, нашей жизни и нашей карьере. Она выглядела наиболее правильным названием для альбома.Джерри Кантрелл о заглавной песне «Rainier Fog»
Решение о записи нового альбома в сиэтлской студии повлекло за собой целую череду событий и воспоминаний, связанных с родным городом. Находясь в Сиэтле, музыканты получили возможность окинуть взглядом своё прошлое, всё произошедшее с ними и коллегами по сцене за многие годы и обдумать собственное будущее. За свою историю Alice in Chains пережили ряд болезненных утрат: кроме Лейна Стэйли, ставшего жертвой пристрастия к наркотикам и погибшего в 2002 году, в 2011 году от передозировки умер первый бас-гитарист группы Майк Старр. Частью истории стали и другие местные музыканты, среди которых Курт Кобейн, а также погибший за месяц до начала записи Крис Корнелл; ряд продолжил умерший в 2015 году фронтмен Stone Temple Pilots Скотт Уайланд, пусть и не бывший выходцем из «Изумрудного города», но неразрывно ассоциировавшийся с «саундом Сиэтла». Фактически из когорты исполнителей, получивших известность на волне «гранжемании» в начале 1990-х, активными оставались лишь Alice in Chains и Pearl Jam. Участники группы были преисполнены чувством надежды и смотрели в будущее с оптимизмом. Они пытались передать на пластинке чувство гордости за родной город, который занял важное место в истории рок-музыки.

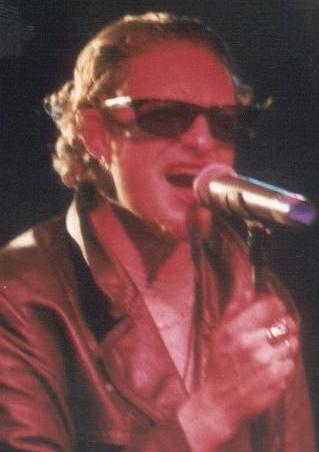
Лейн Стэйли1967—2002
Майк Старр1966—2011
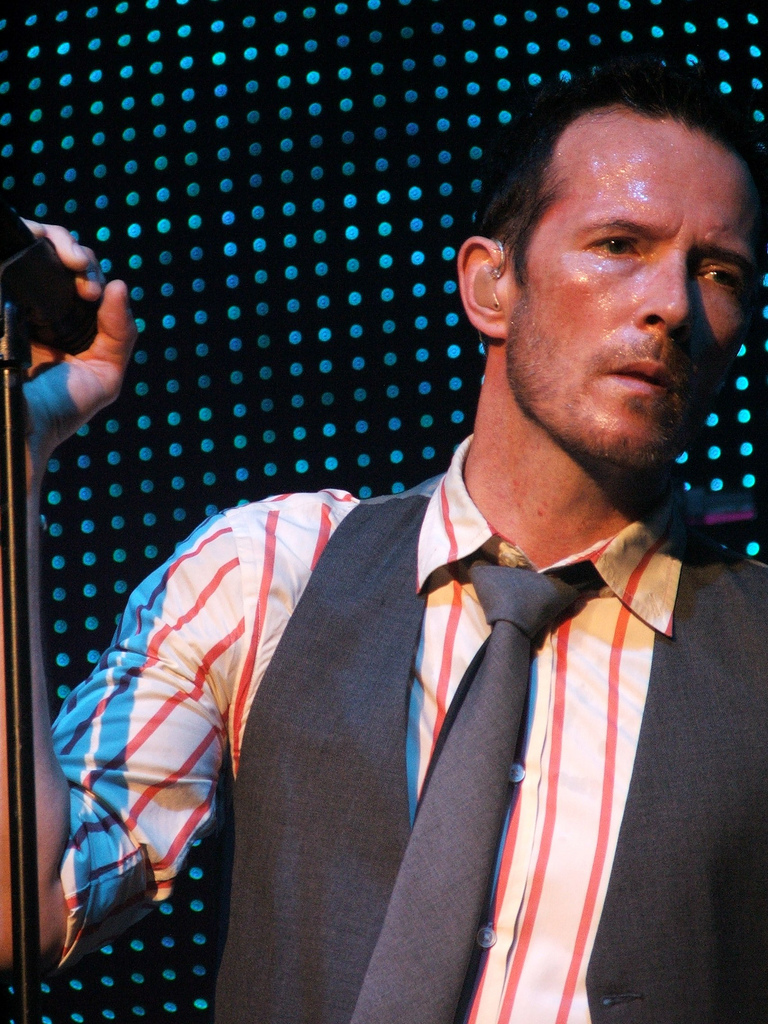
Скотт Уайланд1967—2015
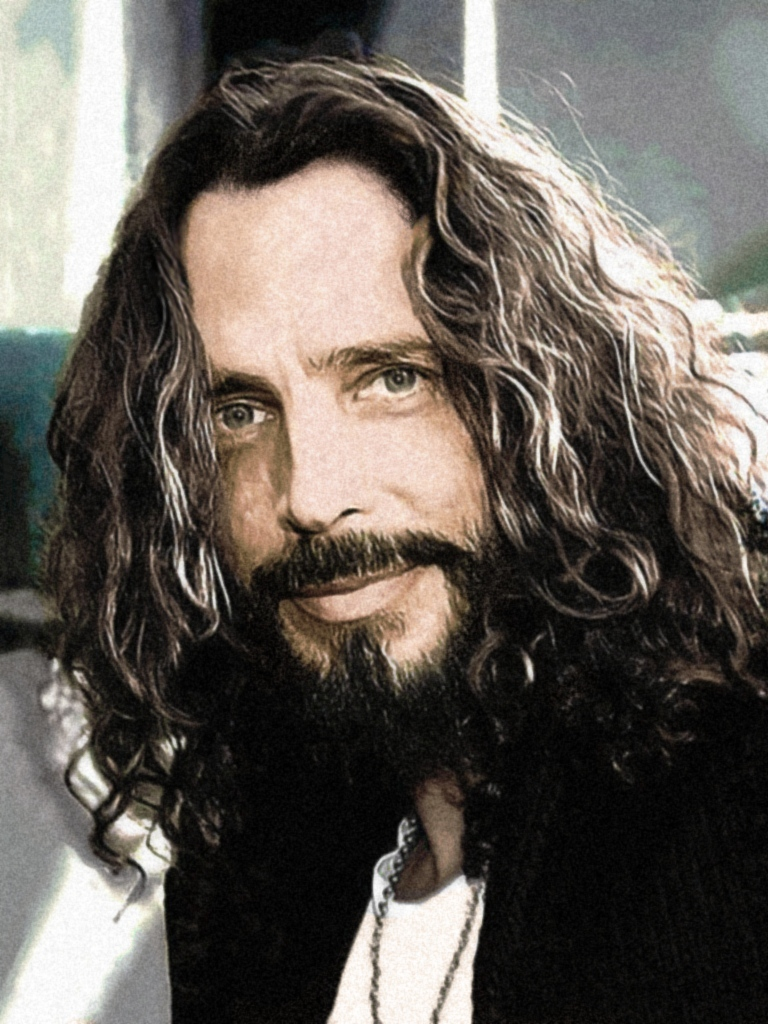
Крис Корнелл1964—2017

Для Джерри Кантрелла новая пластинка стала поводом обернуться назад и оценить собственную жизнь. 1 июля 2018 года исполнялось 15 лет с того дня, как он прекратил употреблять наркотики. Говоря о новом альбоме, гитарист вспоминал беззаботные моменты юности, но признавал, что в определённый момент это становилось совсем не весело. И хотя многие знакомые пали жертвой соблазнов, ему самому удалось выжить. Кантрелл отмечал, что из прожитых пятидесяти двух лет тридцать он провёл в группе и продолжал создавать новую и востребованную музыку: «В жизни вы проводите много времени, пытаясь найти свою семью, и это не обязательно будет кровная родня. Я нашёл свою семью. Мы до сих пор занимаемся этим [музыкой] вместе».

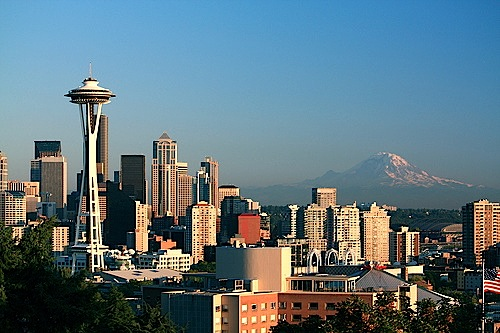
Даунтаун Сиэтла с видом на гору Рейнир.

Ностальгическая атмосфера нашла отражение в новых текстах. Так, песня «Rainier Fog» (с англ. — «Туман Рейнира»), начинающаяся с фразы «Когда живёшь прошлым, то понимаешь, что трудно оставаться трезвым», отсылала к периоду расцвета гранжа. В этих словах чувствовалась тоска по периоду расцвета MTV, когда рок-группы получали возможность регулярно звучать на телевидении и даже возглавлять американский хит-парад, тогда как в конце 2010-х музыкальная индустрия строилась вокруг поп-исполнителей. С другой стороны, группа не зацикливалась на прошлом, а провозглашала свою готовность следовать современным правилам игры. Кантрелл называл эту песню оммажем местной музыкальной сцене, «тому, откуда мы пришли, кто мы есть, всем триумфам, трагедиям и прожитым жизням». Она была названа в честь горы Рейнир, стратовулкана, который находился в 59 милях от Сиэтла и будто бы нависал над городом.

Ещё одной композицией, вдохновлённой пребыванием в Сиэтле, стала «Never Fade» (с англ. — «Никогда не исчезай»). Её оптимистичный припев был написан Кантреллом довольно давно, но к нему долго не удавалось добавить куплет и предприпев. В один из вечеров за дело взялся Дюваль, размышлявший о прошлом группы и своём месте в её истории. Гитарист неоднократно бывал в Сиэтле ранее, но никогда не проводил там более недели. На сей раз длительное пребывание в городе совпало с личными эмоциональными факторами, такими как гибель Криса Корнелла и смерть собственной бабушки, дожившей до 105 лет. Находясь под впечатлением от атмосферы Сиэтла и недавних трагических событий, музыкант написал недостающие слова, вкладывая в них совсем не тот смысл, который изначально подразумевал Кантрелл. Таким образом, песня повторила судьбу композиции «Rain When I Die» из альбома Dirt, составленной путём механического слияния двух текстов авторства Кантрелла и Стэйли. Она послужила примером воодушевляющей лирики, представляющей элемент «выживания», который встречался в творчестве Alice in Chains и ранее. 

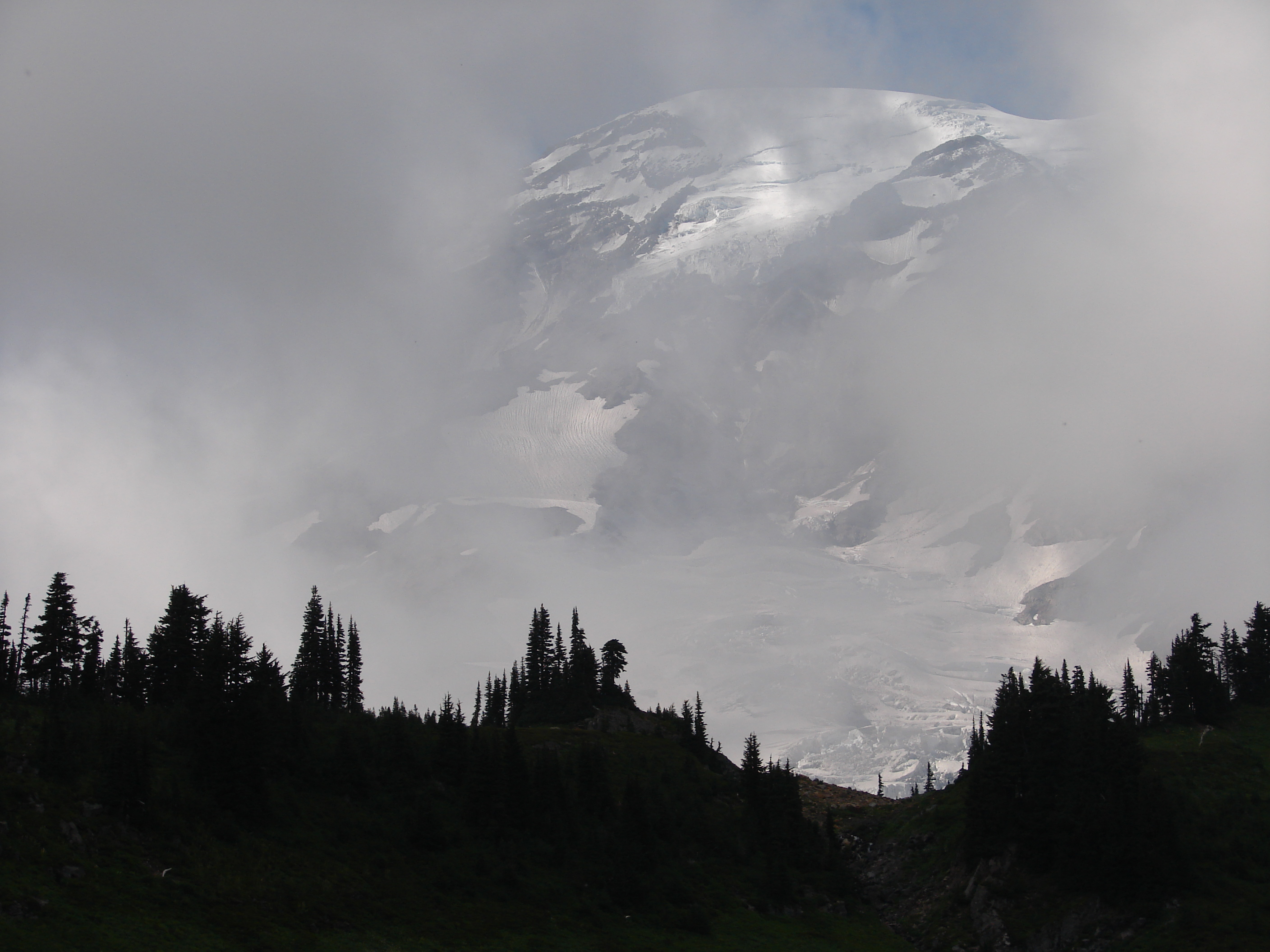
Туман у подножия горы Рейнир.

В результате центральной темой новой пластинки стал Сиэтл. В процессе работы было несколько «предзнаменований», которые указывали нужное направление: ещё во время демозаписи в Лос-Анджелесе Кантреллу помогал уроженец Сиэтла Дафф Маккаган; группа выбрала местную студию; в записи принял участие сиэтлский музыкант Крис Дегармо; позже родилась песня, посвящённая горе Рейнир, — всё это не было запланировано, а складывалось само собой. Именно поэтому, когда пришло время выбирать название альбома, «Туман Рейнира» идеально отражал сложившуюся атмосферу.
Помимо названия пластинки, тема Сиэтла и местного тумана легла в основу дизайна её обложки и упаковки, которым руководил Райан Кларк, сооснователь дизайн-студии Invisible Creature, работавшей над оформлением предыдущего диска The Devil Put Dinosaurs Here. Внутри квадратной чёрной обложки находился квадрат меньшего размера, составленный из нескольких чёрно-белых символов, включая водную гладь и перевёрнутый пейзаж с деревьями. В центре композиции находился треугольник, содержащий вырез в виде глаза, «зрачок» которого был похож на солнце, а на фоне его спиной к зрителю стоял светловолосый мужчина в куртке. Помимо названия группы и названия альбома, на обложке можно было увидеть несколько перевёрнутых строк, написанных от руки: «Я брошен здесь совсем один, осталось только найти меня. Я слышу твой голос среди волн, по которым мы катались, отражающийся эхом в моей голове» («Rainier Fog»). Упаковка винилового издания содержала прорезь в виде глаза. На первой странице буклета была видна та же фигура, теперь стоящая в воде у подножия горы. Под изображением находилась надпись «Переждать шторм, пока небо не прояснится для полёта» («Fly»). На последней странице находились всё тот же пейзаж с прибрежными горами и стилизованное изображение глаза с обложки, из которого капали слёзы.

## Структура альбома
Непоколебимость и твёрдость горы, контрастирующая с бесплотностью и аморфностью тумана, дают подходящее название альбому группы, которая одновременно проявляет упорство и приспосабливается. Однако главная проблема Rainier Fog в том, что группа никогда не поднимается от подножия до самой вершины этой горы и не показывает весь свой диапазон возможностей. Они держатся относительно близко к базовому лагерю, хорошо укомплектованной и комфортабельной средней точке, и всячески избегают динамики.PopMatters
В состав пластинки вошло десять композиций общей длительностью 53 минуты, что делало Rainier Fog самым коротким среди всех лонгплеев группы. Помимо традиционных для Alice in Chains тяжёлых композиций, альбом содержал три рок-баллады: «Fly», «Deaf Ears Blind Eyes» и «All I Am». Стартовая песня «The One You Know» задавала тон всему диску; прочие повторяли её структуру, были схожими по длительности и развивались в таком же среднем темпе. На фоне остального материала выделялись более быстрая «Never Fade», а также «Drone» и «All I Am», длившиеся около семи минут вместо обычных для альбома пяти. Подбор композиций вызвал в музыкальных изданиях ряд критических отзывов: группу обвиняли в отсутствии ярких хитов и в том, что песни будто бы сливались друг с другом, создавая мрачную и унылую атмосферу.
| №   | Название               | Текст песни      | Музыка                 | Перевод               | Длительность |
| --- | ---------------------- | ---------------- | ---------------------- | --------------------- | ------------ |
| 1.  | «The One You Know»     | Кантрелл         | Кантрелл               | «Тот, кого ты знаешь» | 4:49         |
| 2.  | «Rainier Fog»          | Кантрелл         | Кантрелл               | «Туман Рейнира»       | 5:01         |
| 3.  | «Red Giant»            | Кантрелл         | Кантрелл, Айнез, Кинни | «Красный гигант»      | 5:25         |
| 4.  | «Fly»                  | Кантрелл         | Кантрелл, Кинни        | «Лететь»              | 5:18         |
| 5.  | «Drone»                | Кантрелл         | Кантрелл, Айнез, Кинни | «Трутень»             | 6:30         |
| 6.  | «Deaf Ears Blind Eyes» | Кантрелл         | Кантрелл               | «Глух и слеп»         | 4:44         |
| 7.  | «Maybe»                | Кантрелл         | Кантрелл               | «Может быть»          | 5:36         |
| 8.  | «So Far Under»         | Дюваль           | Дюваль                 | «Так глубоко»         | 4:33         |
| 9.  | «Never Fade»           | Дюваль, Кантрелл | Кантрелл               | «Никогда не исчезай»  | 4:40         |
| 10. | «All I Am»             | Кантрелл         | Кантрелл               | «Всё, чем я являюсь»  | 7:15         |

1. Альбом начинался с повторяющегося напряжённого риффа песни «The One You Know», вышедшей в качестве первого сингла. Джерри Кантрелл называл её металлической версией фанкового хита Дэвида Боуи «Fame», вышедшего в 1975 году. По его мнению, рифф задавал нужное настроение, заставляя махать головой в такт музыке. Гитарист сравнивал тревожную пульсацию с пронзительным звучанием скрипки из сцены в д́уше в классическом фильме ужасов «Психо»: «Во время микширования мы немного поигрались с этим риффом, чтобы он звучал более металлически. Более остро. Он — как лезвие, которое может поранить до крови». Вслед за вступительным диссонансным риффом наступал переход к более сбалансированному сочетанию тяжести, экспрессии и глубины. Песня была типична для Alice in Chains и содержала все отличительные черты: гитарные риффы, педаль wah-wah, соло в духе Ван Халена и идеально сочетающиеся голоса вокалистов. Фраза в припеве — «Самозванец, я не тот, кого вы знаете» — могла быть адресована тем, кто не признавал Alice in Chains без Лейна Стэйли. В припеве звучали слова: «Не всё ли тебе равно, здесь я ещё или нет?», который критики восприняли однозначно — как вопрос к слушателю, интересует ли его дальнейшая судьба Alice in Chains
2. Вторая композиция альбома — заглавная «Rainier Fog» — стала данью уважения сиэтлской сцене конца восьмидесятых. Своим жужжащим гитарным риффом и заводным темпом песня больше напоминала творчество Дэвида Боуи, нежели Black Sabbath, у которых группа черпала вдохновение ранее. Она была наполнена энергией панк-рока и даже глэм-рока, но также содержала более атмосферный бридж. Динамика основной части композиции напоминала «Dam That River» из альбома Dirt.
3. Следующую песню «Red Giant» на австралийском сайте The Music сочли похожей на ещё один фрагмент классического альбома Dirt. Композиция начиналась со зловещих вокальных гармоний и медленно развивалась вслед за ударными, которые звучали обманчиво просто, однако определяли динамику песни. Риффы носили блюзовый характер, а сама композиция звучала мрачно и меланхолично. На сайте Pitchfork отметили волнообразное звучание гитар и «антитрамповский» характер текста.
4. Песня «Fly» представляла собой рок-балладу, на которой группа впервые в альбоме отказалась от дисторшна и исполнила образец собственного творчества времён Sap и Jar of Flies. Она преимущественно носила акустический характер, но иногда сочетала чистый и искажённый гитарный звук, что было характерно для Alice in Chains. Необычны аранжировка и структура песни: после первого куплета появлялся неожиданный переход на акустической гитаре, перетекающий в сначала спокойное, а затем более эмоциональное соло, перетекающее во второй куплет. В журнале NME отметили гитарное соло, «на которое в НАСА могли бы наклеить свой логотип и отправить в космос на поиск далёких галактик».
5. Басовая партия Айнеза в «Drone» делала песню одной из самых «сэббэтовских» на пластинке. Она начиналась с «грязного» риффа, типичного для Тони Айомми, по мнению обозревателя Spill Magazine, «звучащего так, будто что-то выползает из канализации во время шторма в Сиэтле». Куплет и припев в исполнении дуэта вокалистов сопровождались гитарными проигрышами Кантрелла. В середине композиции появлялся бридж, сочетающий акустические арпеджио на двенадцатиструнной гитаре в исполнении Криса Дегармо (Queensrÿche) с тяжёлыми пауэр-аккордами и плавно переходящий в короткое певучее соло.
6. «Deaf Ears Blind Eyes» была охарактеризована как одна из самых слабых и незапоминающихся композиций из альбома, по мнению критиков, ничем не выделяясь на фоне остального материала. Эта баллада была схожа с «Fly» и «All I Am» и напоминала творчество американских рок-групп 1980-х годов Enuff Z'Nuff и Cheap Trick.
7. Песня «Maybe» содержала «вкрапления очарования The Beatles и рок-баллад Guns N' Roses». Лёгкая и запоминающаяся музыка в припеве контрастировала с мрачным текстом. Композиция стала одной из наиболее необычных на пластинке, напоминая AOR восьмидесятых годов. По сравнению с остальным творчеством группы, она звучала более легко и не была перегружена шумными гитарными эффектами. Как и «Fly», «Maybe» запоминалась захватывающим припевом, который «так и просится, чтобы его поставили в автомобильной стереосистеме на закате». Даже с учётом искусного использования вокальных многоголосий, взаимодействие вокалистов в «Maybe» выглядело ещё более глубоким и ярким.
8. Песня «So Far Under», выпущенная в качестве второго сингла, была написана Уильямом Дювалем. Он придумал рифф с гитарным бендом, а Кантрелл дублировал его на октаву выше, активно используя рычаг тремоло. Вибрирующее звучание, создающее ощущение «морской болезни», было характерным для альбомов «новой эры» Alice in Chains; оно было представлено на «Check My Brain» (BGWTB), после чего получило продолжение на «Pretty Done» (TDPDH). Кульминацией становился припев, выделяющийся своими нисходящими аккордами. По словам Дюваля, песня была написана о человеке, который разозлён тем, что вынужден противостоять превосходящим силам противника или совершенно непреодолимым обстоятельствам. «Грязное» гитарное соло в исполнении Дюваля перекликалось с творчеством времён Facelift.
9. Ключевая фраза песни «Never Fade» — «Все мои друзья уходят» — была написана Дювалем в три часа ночи под впечатлением от недавних смертей Криса Корнелла и собственной бабушки. Строчка «Never far away I always see you» (с англ. — «Ты никогда от меня не отдаляешься, я всегда тебя вижу») содержала аллюзию к сольной песне Корнелла с аналогичным названием — «Never Far Away». Наряду с заглавной «Rainier Fog», эта композиция стала одной из наиболее «цепляющих» и «сладко звучащих» в творчестве группы. Её музыкальный стиль называли сочетанием Rage Against the Machine и Stone Temple Pilots. Кроме того, в ней ощущалось влияние глэм-метала, присущего ранним Alice in Chains «догранжевой» эры. Эта песня стала одной из самых быстрых в каталоге группы, с нетипичным хард-роковым звучанием ритм-секции.
10. Пластинка завершалась эпической семиминутной композицией «All I Am», где можно было услышать отголоски Aerosmith или Led Zeppelin. Текст был вдохновлён образом умудрённого опытом боксёра или солдата, который рассматривает свои старые шрамы, вспоминает свои победы и поражения и задаётся вопросом: «Это всё, чем я являюсь?». В отличие от остальных, более жизнерадостных песен, завершающая композиция звучала более болезненно и мрачно. Она начиналась со зловещего куплета, переходившего в эмоционально напряжённый и наполненный гневом припев. Сложная аранжировка содержала элементы психоделического попа и прогрессивного рока. Альбом заканчивался задумчивым и вопрошающим текстом: «И это всё, чем я являюсь? Учитывая всё, что я могу?» В журнале Rolling Stone отмечали, что, несмотря на мрачный характер пластинки, Кантреллу удавалось передавать хмурое настроение с помощью гитары куда лучше, нежели посредством унылых текстов: «Почему-то рифф на „So Far Under“ звучит тяжелее, нежели текст „Никто не выживет в этой поездке“, а плачущая гитарная линия на закрывающей „All I Am“ мрачнее фразы „Видишь, я больше ничего не чувствую“».

## Выход альбома
Не то чтобы мы хранили тайну, мы просто не хотели много говорить об этом, пока не будет что сказать. И теперь нам определённо есть что сказать. Это чертовски сильная запись.Джерри Кантрелл о новом альбоме
3 мая 2018 года вышли первый сингл и видеоклип на песню «The One You Know». Джерри Кантрелл назвал эту агрессивную композицию металлической версией «Fame» Дэвида Боуи и признался, что думал о недавно умершем британском рок-музыканте во время её написания. 27 июня стало известно, что новый альбом получит название Rainier Fog и выйдет 24 августа на лейбле BMG. Группа опубликовала полный список из десяти композиций, впервые показала обложку альбома, а также выпустила второй сингл «So Far Under». 10 августа вышел третий сингл «Never Fade», который Уильям Дюваль посвятил своей недавно умершей бабушке, погибшему фронтмену Soundgarden Крису Корнеллу и бывшему вокалисту Alice in Chains Лейну Стэйли.
В преддверии выхода пластинки 20 августа Кантрелл и Дюваль посетили домашний матч бейсбольной команды «Сиэтл Маринерс», выполнив символический первый бросок на арене «Сейфко-филд». 21 августа Alice in Chains выступили на смотровой площадке башни «Спейс-Нидл», являющейся символом Сиэтла. 23 августа в местном клубе The Crocodile Cafe открылась двухдневная выставка, на которой были представлены редкие фотографии и инструменты Alice in Chains, а также товары с символикой группы, выпущенные ограниченным тиражом. Наконец, 25 августа, на следующий день после выхода Rainier Fog, музыканты выступили на ежегодном фестивале «Pain in the Grass», проводившемся сиэтлской рок-радиостанцией KISW в амфитеатре «Уайт-Ривер».
1 ноября увидел свет видеоклип на песню «Never Fade», ставший продолжением «The One You Know». В декабре Alice in Chains объявили о специальном видеопроекте, вдохновлённом звучанием новой пластинки. Полуторачасовой научно-фантастический сериал «Black Antenna», состоящий из десяти коротких эпизодов, был снят всё тем же Адамом Мейсоном. Первые две серии вышли в марте 2019 года, а последняя — 17 июля 2019 года. 26 февраля 2019 года было выпущено видео с текстом песни «Rainier Fog», а 15 мая вышел официальный клип на неё.
Концерты в поддержку Rainier Fog начались с североамериканского тура, стартовавшего в апреле 2018 года, и продлились до конца года. В апреле 2019 года Alice in Chains возобновили гастроли, выступив в Канаде и Северной Америке. В мае и июне 2019 года прошла европейская ветка тура, состоявшая из 14 выступлений, включая фестивали Rock am Ring и Rock Im Park; в качестве специального гостя на некоторых концертах выступала американская инди-рок-группа Black Rebel Motorcycle Club. 18 июля 2019 года начался совместный тур с Korn, который завершился 4 сентября 2019 года. Вслед за этим музыканты решили сделать паузу в выступлениях, ознаменовавшую конец «цикла Rainier Fog».

## Видеоработы
Нас давно прельщала идея снять видео на каждую песню с одного из альбомов.Шон Кинни

Кадры из видеоклипов «The One You Know», «Never Fade» и «Rainier Fog».

Первый видеоклип был снят на песню «The One You Know», вышедшую в качестве дебютного сингла. Режиссёром стал Адам Мейсон. Клип состоял из двух сюжетных линий. В первой музыканты Alice in Chains выступали в наполненной красным цветом комнате. Главными героями второй были путешествующие на внедорожнике мужчина и молодая девушка, попадающие в загадочные ситуации. Видеоряд сопровождался вставками с изображением микроорганизмов и фрагментов звёздной пыли.
Второе видео на песню «Never Fade» было также снято Адамом Мейсоном и стало логическим продолжением первого. В нём зритель увидел как членов группы, так и уже знакомых героев, попадающих в новые фантастические истории. Уильям Дюваль заявил, что в ближайшем будущем следовало ожидать дальнейшего развития сюжета, объединявшего первые два клипа.

Через месяц после выхода «Never Fade» группа анонсировала специальный кинопроект, который получил название «Black Antenna» (с англ. — «Чёрная антенна»). Адам Мейсон, выступивший в роли продюсера и режиссёра, снял полуторачасовой научно-фантастический фильм, вдохновлённый музыкой Rainier Fog. Сериал состоял из десяти эпизодов, каждый из которых сопровождался отдельной песней из нового альбома. Сюжет разворачивался вокруг двух персонажей, знакомых по ранее выпущенным клипам Alice in Chains: Альфа и его дочь Бета, имевшие неземное происхождение, путешествовали по Калифорнии и пытались построить антенну, чтобы передать сообщение другим представителям своего вида. Помимо Адама Мейсона, в проекте были задействованы актёр Пол Слоун, а также продюсеры Элизабет Мэйсон и Ник Валлелонга, недавно получившие два «Оскара» за кинофильм «Зелёная книга».

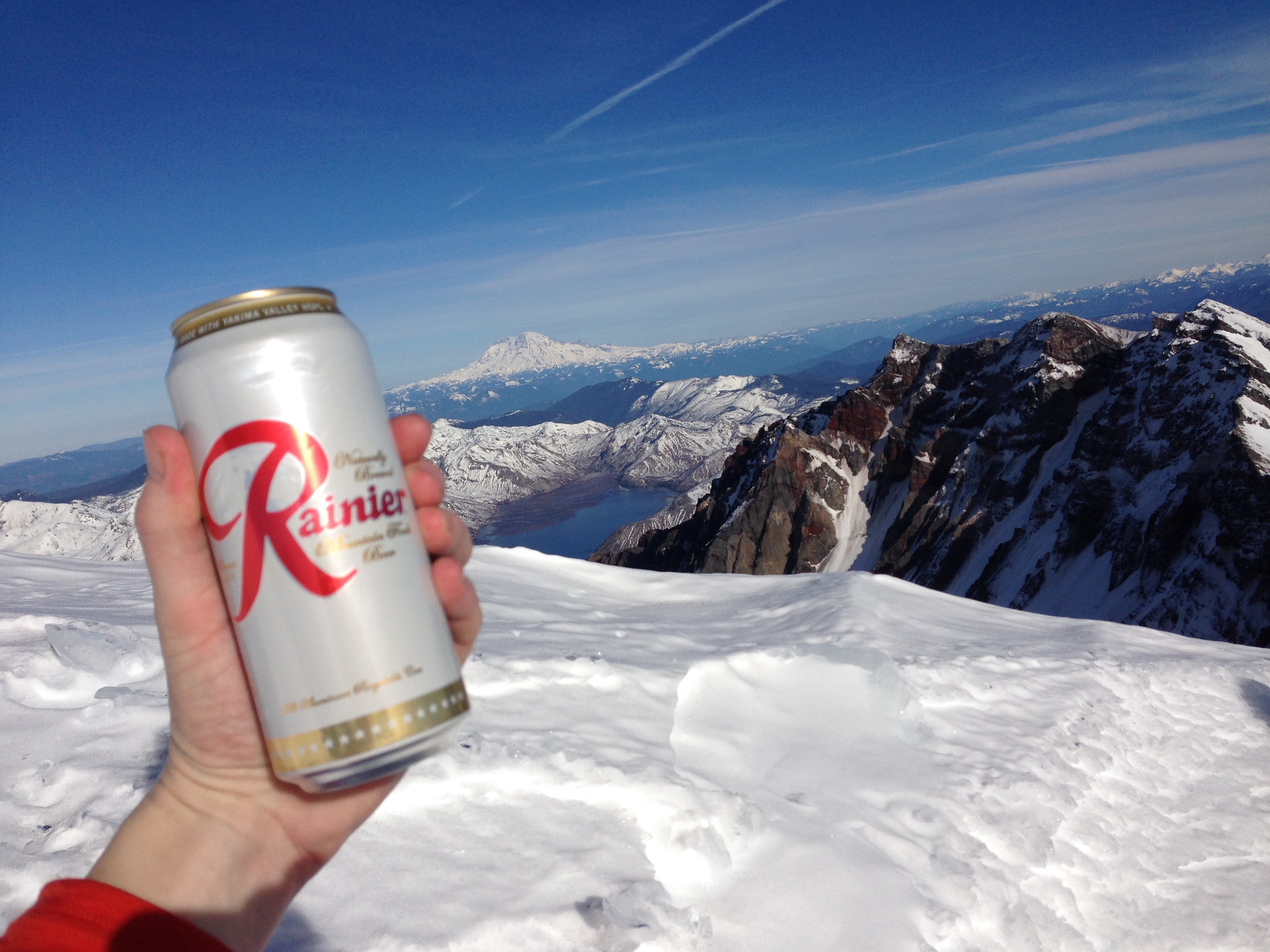
Банка пива Rainier на фоне горы Рейнир

Помимо сотрудничества с Адамом Мейсоном, Alice in Chains продолжили традицию, возникшую ещё в 1995 году: перед каждым студийным альбомом группа выпускала видеоролик, где музыканты выступали в необычных образах. Начало обычаю положил псевдодокументальный фильм «The Nona Tapes», приуроченный к выходу третьего альбома Alice in Chains (1995). Для Black Gives Way to Blue (2009) был выпущен видео-пресс-кит, в котором участники группы были загримированы подобно музыкантам Kiss, а перед выходом The Devil Put Dinosaurs Here (2013) снялись в роли «поклонников» Alice in Chains в юмористическом короткометражном фильме «AIC 23». Режиссёром последнего был Питер Дарли Миллер, который в этот раз взялся за видеоклип на песню «Rainier Fog». Музыканты сыграли беззаботных путешественников, которые случайно врезаются в выводок человекоподобных пивных бутылок и решают усыновить одну из них. Кажущийся нарочито глупым видеоряд на самом деле являлся отсылкой к винтажным рекламным роликам местного пива Rainier, транслировавшимся в 1970—1980-х годах.

## Коммерческий приём
Вышедший 24 августа альбом Rainier Fog занял 12-е место в основном американском хит-параде Billboard 200, а также возглавил три профильных чарта: рок-музыки, хард-рока и альтернативного рока. За первую неделю была продана 31 000 экземпляров пластинки. Кроме того, Rainier Fog стал первым лонгплеем в истории группы, попавшим в десятку лучших альбомов в Великобритании, обосновавшись на девятом месте в британском чарте.
| Хит-парад (2018)        | Высшая позиция |
| ----------------------- | -------------- |
| США Billboard 200       | 12             |
| США Album Sales         | 2              |
| США Alternative Albums  | 1              |
| США Current Album Sales | 2              |
| США Hard Rock Albums    | 1              |
| США Independent Albums  | 2              |
| США Tastemakers         | 1              |
| США Top Rock Albums     | 1              |
| США Vinyl Albums        | 3              |

| Хит-парад (2018)                    | Высшая позиция |
| ----------------------------------- | -------------- |
| Австралия (ARIA)                    | 15             |
| Австрия (Ö3 Austria)                | 6              |
| Бельгия/Валлония (Ultratop)         | 13             |
| Бельгия/Фландрия (Ultratop)         | 32             |
| Великобритания (UK Albums Chart)    | 9              |
| Венгрия (MAHASZ)                    | 18             |
| Германия (Offizielle Top 100)       | 8              |
| Ирландия (IRMA)                     | 20             |
| Испания (PROMUSICAE)                | 32             |
| Италия (FIMI)                       | 27             |
| Канада (Canadian Albums Chart)      | 11             |
| Нидерланды (Album Top 100)          | 30             |
| Новая Зеландия (RMNZ)               | 23             |
| Норвегия (VG-lista)                 | 20             |
| Финляндия (Suomen virallinen lista) | 7              |
| Чехия (ČNS IFPI)                    | 28             |
| Швейцария (Schweizer Hitparade)     | 3              |
| Швеция (Sverigetopplistan)          | 19             |
| Шотландия (Scottish Albums Chart)   | 4              |
| Япония (Oricon)                     | 70             |

Дебютный сингл «The One You Know» достиг девятой позиции в хит-параде Mainstream Rock Songs, а также поднялся на второе место в чарте Hard Rock Digital Song Sales. Второй сингл «So Far Under» не попал в американские песенные чарты вовсе. Вышедшая третьей песня «Never Fade» замкнула десятку лучших песен хит-парада Hard Rock Digital Song Sales, а последний сингл группы «Rainier Fog» разместился в нём на двадцатом месте
| Хит-парад                            | 2018               | 2018           | 2018         | 2019          |
| Хит-парад                            | «The One You Know» | «So Far Under» | «Never Fade» | «Rainier Fog» |
| ------------------------------------ | ------------------ | -------------- | ------------ | ------------- |
| США (Alternative Digital Song Sales) | 10                 | —              | —            | —             |
| США (Hard Rock Digital Song Sales)   | 2                  | —              | —            | —             |
| США (Hot Rock & Alternative Songs)   | 36                 | —              | —            | —             |
| США (Mainstream Rock Songs)          | 9                  | —              | 10           | 20            |
| США (Rock Airplay)                   | 27                 | —              | 32           | —             |
| США (Rock Digital Song Sales)        | 13                 | —              | —            | —             |
| Канада (Canada Rock)                 | —                  | —              | 47           | —             |
| Мексика (Mexico Ingles Airplay)      | 40                 | —              | —            | —             |

«—» обозначает релизы, которые не попали в чарт или не были выпущены в этой стране.

## Критические отзывы
| Совокупная оценка     | Совокупная оценка |
| Источник              | Оценка            |
| --------------------- | ----------------- |
| Metacritic            | 73/100            |
| Оценки критиков       |                   |
| Источник              | Оценка            |
| AllMusic              | [ r 14 ]          |
| Blabbermouth          | 7/10              |
| Classic Rock          | [ r 18 ]          |
| Consequence of Sound  | B-                |
| Exclaim!              | 7/10              |
| The Jakarta Post      | б/о               |
| Kerrang!              | [ r 19 ]          |
| Loudwire              | б/о               |
| Metal Hammer          | [ r 2 ]           |
| Metal Storm           | 7/10              |
| The Music             | [ r 15 ]          |
| NME                   | [ r 1 ]           |
| No Ripcord            | 8/10              |
| Pitchfork             | 5.7/10            |
| PopMatters            | [ r 3 ]           |
| Q                     | [ r 20 ]          |
| Rolling Stone         | [ r 12 ]          |
| Spill Magazine        | [ r 13 ]          |
| The Times             | [ r 21 ]          |
| Русскоязычные издания |                   |
| Союз Музыка           | б/о               |

Альбом, который не стыдно иметь в коллекции любителю современной (в хорошем смысле слова) рок-музыки.Всеволод Баронин, Союз Музыка
На родине группы, в США, Rainier Fog вызвал неоднозначную реакцию. Кори Гроу из журнала Rolling Stone оценил его всего на две с половиной звезды из пяти, посчитав, что ветераны гранжевой сцены «застряли между передачами», выпустив песни, не дотягивающие ни до творчества времён Лейна Стэйли, ни до первых альбомов с Уильямом Дювалем. Роберт Хэм из американского онлайн-журнала Pitchfork тоже поставил Rainier Fog невысокую оценку (5.7 балла из 10), назвав безнадёжной попытку группы вернуться к былым корням. На сайте Consequence of Sound ему присвоили отметку «B-», с сожалением отметив отсутствие хитов, подобных «Man in the Box», и назвав «хоть и не самым сильным продуктом новой эры группы, но приятным дополнением впечатляющей дискографии Alice in Chains». Джейсон Рош (Blabbermouth) выразил сомнения в том, что кому-то Rainier Fog понравится больше других пластинок группы, хотя и предположил, что фанаты будут рады в очередной раз услышать мастерскую гитарную игру Кантрелла и вокальный дуэт с Дювалем. Уильям Несбит (PopMatters) признался, что предпочёл бы услышать новый Jar of Flies «с областями, ранее не нанесёнными на карте, и обходными тропами, раскрывающими новые грани группы и таящими неизведанные сюрпризы». В то же время Брайан Айвз из вебзина Loudwire назвал Rainier Fog, возможно, лучшим альбомом текущего состава, а Стивен Эрлевайн из AllMusic одобрительно отозвался о «музыке группы, которая прошла через настоящую мясорубку и теперь рада остепениться и просто играть в своё удовольствие».
В британских изданиях Rainier Fog был принят более благосклонно. Так, в журналах Kerrang!, Q, NME и на сайтах Louder Sound и No Ripcord альбом оценили на четыре звезды из пяти. Обозреватель Kerrang! назвал пластинку «первоклассной работой». В журнале Q отметили, что разнообразие не является сильной стороной музыкантов, однако же «они мастерски балансируют между мощью и трогательностью, будь то акустические фрагменты „Fly“ или элегантный вокал а капелла в „Maybe“». Джеймс Макмэйхон из NME назвал Rainier Fog достойным уважения альбомом легенд гранжа и напоминанием о том, что нужно не просто остававаться в живых, но и наслаждаться жизнью. Джо Дэйли (Louder Sound) увидел в нём новое воплощение фирменного звучания, назвав «разнообразной и глубоко эмоциональной коллекцией песен, которая исторически будет рассматриваться в качестве поворотной точки в карьере». На сайте No Ripcord решили отложить на потом ответ на вопрос о месте Rainier Fog в дискографии Alice in Chains, но отметили, что, хотя его вряд ли можно было назвать безусловной классикой, по существу он являлся отличной записью, обязательной к прослушиванию. Впрочем, не все британские критики остались удовлетворены альбомом. В журнале Classic Rock написали, что группа «иногда путает серость с мрачностью, не соответствуя собственным высоким стандартам». Уилл Ходжкинсон в своей заметке в The Times и вовсе оценил Rainier Fog на две звезды из пяти: «Это серьёзное предложение, но они не добавляют ничего к тому, что уже имеется».
В музыкальных изданиях других стран тоже не прошли мимо новой пластинки. В канадском журнале Exclaim! альбом получил оценку 7 из 10: «В то время как запись содержит всё, что ожидают фанаты Alice in Chains, на ней не чувствуется усталости и безвкусности, присущих многим классическим рок-группам на данном этапе своей карьеры», — отметил Джо Смит-Энгельгардт. В онлайн-журнале Spill Magazine, базирующемся в Торонто, Rainier Fog получил наивысшую оценку — пять звёзд, также удостоившись отметки «Выбор редактора». Гэррод Харрис назвал его «безупречной пластинкой, в которой уникальный артистизм сочетается с современным роком, а эклектичная карьера плавно возвращается в свою исходную точку с альбомом, находящимся в центре двух невероятных глав в истории Alice in Chains». Крис Фамилтон из австралийского сайта The Music присвоил пластинке четыре звезды, заметив, что группа «нашла способ сохранять актуальность, изящество и развязность с каждым новым выпущенным альбомом, оставаясь эталоном в мире хард-рока». В индонезийском ежедневнике The Jakarta Post Rainier Fog назвали лучшей работой «эры Дюваля», не только благодаря мастерски написанным песням, но и из-за находчивого использования возможностей своего бессменного фронтмена и нового вокалиста. На музыкальном сайте Metal Storm, имеющем эстонские корни, альбом назвали хорошим, но и только: «Чтобы новый альбом Alice in Chains стал великолепным, надо сделать выбор между подражанием временам былой славы и поиском собственной индивидуальности». Всеволод Баронин в российском онлайн-журнале «Союз Музыка» называл Rainier Fog «искусством постоянства и измены»; по его мнению, пластинка стала не откровением, а всего лишь хорошо спродюсированной и умело исполненной рок-записью.

## Награды и номинации
Нам не посчастливилось стать обладателем Грэмми, но мы были номинированы несколько раз. Кажется, это наша девятая номинация. Было ещё несколько технических, которые касались производства альбомов. Но что касается нашей музыки, то это девятая. Ага. Ноль из девяти, детка:)Джерри Кантрелл
Впервые с 2010 года альбом Alice in Chains был выдвинут на получение премии «Грэмми» в категории «Лучший рок-альбом». Эта номинация стала девятой для группы, причём предыдущие восемь не принесли заветную статуэтку в виде граммофона. Не стала исключением и 61-я церемония «Грэмми», которая прошла 10 февраля 2019 года в лос-анджелесском Стэйплс-центре. Группа в очередной раз уступила, теперь — американским рокерам Greta Van Fleet и их альбому From the Fires. Тем не менее, девятое подряд поражение Alice in Chains не сделало из них «главных неудачников» премии. По состоянию на 2019 год, анти-рекордсменом по количеству номинаций оставался певец Брайан Макнайт, на счету которого было 17 номинаций. Rainier Fog также вошёл в число пяти лучших альбомов альтернативного метала по версии онлайн-журнала Metal Storm. По результатам голосования Alice in Chains сумели обойти прочих претендентов — новые работы Antimatter, Madder Mortеm, Джонатана Дэвиса и Vôdûn — и стали обладателями премии Metal Storm Awards 2018.
Rainier Fog стал одним из наиболее ожидаемых альбомов 2018 года по версии читателей сайта Ultimate Guitar, заняв второе место в соответствующем опросе и уступив лишь ожидавшейся пластинке Tool, которая должна была выйти после двенадцатилетнего перерыва. В журнале Kerrang! его поместили на 18 место в списке «50 альбомов, которые потрясли 2018 год». Редакторы назвали 10 песен «слишком полными жизни, чтобы быть простым пастишем былых времён», а закрывающую «All I Am» — «красивым эмоциональным окончанием одного из лучших альбомов в карьере». По итогам 2018 года Rainier Fog вошёл в число 50 лучших альбомов по версии журнала Metal Hammer, заняв в списке 25 место. По результатам читательского голосования он поднялся ещё выше — на 11 позицию. В онлайн-журнале Loudwire пластинка заняла 8 место в списке «30 лучших хард-роковых альбомов года». По словам редактора Джо ДиВита, «туманное» название идеально передавало атмосферу шестого полнометражного альбома Alice in Chains: «Хотя изредка сквозь него пробиваются солнечные лучи (см. „Never Fade“), в целом эта запись представляет собой 53 минуты сумрака, подобного серым облакам над родным Сиэтлом».